# Смешанные группы кормящихся птиц
Смешанные группы кормящихся птиц, также называемая кормовой стаей смешанного вида, смешанной группой охоты или неофициально птичьей волной — группы птиц (обычно насекомоядных) разных видов, объединяющиеся для поиска пищи. Они отличаются от кормовых скоплений, которые представляют собой скопления нескольких видов птиц в районах с высокой доступностью пищи.
Стая, в которой живут смешанные виды, обычно имеет «ядерные» (составляющие ядро группы) виды, которые, по-видимому, играют ключевую роль в ее формировании и движении. Виды, которые следуют за ними, называются «спутниками». Спутники, как правило, присоединяются к кормящейся стае только тогда, когда она входит на их территорию.
Как именно эти группы образуются является предметом научного изучения. В Шри-Ланке, например, вокальное подражание райского дронго может сыграть ключевую роль в зарождении смешанных групп кормящихся птиц, в то время как в некоторых частях американских тропиков шумные стаи добывающих пищу золотоголовых корольковых певунов могут играть ту же роль. Структура леса также считается важным фактором, определяющим склонность к образованию стай. В тропических лесах птицы, которые собирают пищу с листвы, были наиболее многочисленными видами в смешанных стаях.
Типичная стая неотропического смешанного кормления движется через лес со скоростью около 0,3 км в час (0,19 миль в час), при этом различные виды кормятся в своих предпочтительных нишах (на земле, на стволах, в высокой или низкой листве и т. д.). Некоторые виды следуют за стаей весь день, в то время как другие — такие как длинноклювая славка — присоединяются к ней только до тех пор, пока она пересекает их собственные территории.

## Выгоды и издержки
Было предложено несколько эволюционных механизмов для объяснения формирования смешанных видов стай. Обычно они описываются с точки зрения затрат и выгод для отдельных особей. Основные преимущества, которые были предложены, заключаются в снижении риска хищничества за счет повышения бдительности, то есть большего количества глаз, которые могут обнаружить хищников и поднять тревогу, а также в повышении эффективности поиска пищи. Издержки же включают в себя риск клептопаразитизма.

## В Голарктике
В северной умеренной зоне их, как правило, возглавляют Синицевые (синицы и синицы-гаички), к которым часто присоединяются поползни, пищухи, дятлы (такие как пушистый дятел и малый пёстрый дятел), корольки, а в Северной Америке — Древесницевые («славки» Нового Света) — все насекомоядные птицы. Такое поведение особенно часто встречается вне сезона размножения.
Преимущества такого поведения не очевидны, но данные свидетельствуют о том, что оно обеспечивает некоторую безопасность от хищников, особенно для менее бдительных птиц, таких как виреоны и дятлы, а также повышает эффективность кормления, возможно, потому, что членистоногая добыча, которая убегает от одной птицы, может быть поймана другой.

## В Неотропике
Наибольшего развития насекомоядные кормящиеся стаи достигают в тропических лесах, где они являются типичной особенностью жизни птиц. В Неотропических сообществах лидерами или членами «ядра» могут быть черногорлые сорокопутовые танагры (Lanio aurantius) в южной Мексике или трёхполосые корольковые певуны (Basileuterus tristriatus) в других местах Центральной Америки. В Южной Америке к основным видам могут относиться муравьеловки, такие как Thamnomanes, Печниковые (печники и древолазы), такие как золотолобый настоящий филидор (Philydor rufus) или поползневый древолаз (Sittasomus griseicapillus), или Древесницевые («славки» Нового Света), такие как золотоголовый корольковый певун (Basileuterus culicivorus). В открытой среде обитания серраду это могут быть белопоясничная (Cypsnagra hirundinacea) или черноухая танагра (Neothraupis fasciata). Основные виды часто имеют яркое оперение и крики, привлекающие других птиц; они также известны как очень активные стражи, предупреждающие о потенциальных хищниках.
Но в то время как такие легко обнаруживаемые виды птиц служат ориентиром для членов стаи, они не обязательно инициируют стаю. В одной Неотропической смешанной стае, питавшейся роящимися термитами, наиболее заметными были желтогорлые танагры (Microspingus lateralis). Поскольку этот вид не является воздушным насекомоядным, маловероятно, что он действительно инициировал стаю, а не пересек её и присоединился к ней. И в то время как виды корольковых певунов являются инициаторами, а также основными видами, смешанные стаи видов танагры — в частности синешапочная (Tangara cyanocephala), оранжевогрудая (Tangara desmaresti) и зеленоголовая танагра (Tangara seledon) — часто инициируют формирование более крупной и разнообразной кормовой стаи, из которой они являются лишь менее значимым компонентом.
Девять первородных певчих составляют большую часть почти каждой Неотропической смешанной группы кормящихся птиц. А именно, эти птицы происходят из таких семейств, как Кардиналовые, Древесницевые («славки» Нового Света), и в частности Настоящие овсянки (американские «воробьи») и Танагровые (танагры). Другие члены Неотропической смешанной кормовой стаи могут происходить из большинства местных семейств мелких насекомоядных птиц, а также могут включать дятла, туканов и трогонов. Большинство Печниковых не участвуют в смешанных стаях, хотя есть исключения, такие как представители рода Synallaxis и некоторые виды подсемейства Древолазовых — например, упомянутые выше или малый чешуйчатый древолаз (Xiphorhynchus fuscus) — являются обычными или даже «основными» членами. Среди Тиранновых есть также некоторые виды, регулярно присоединяющиеся к смешанным стаям, в том числе буроголовый тиранн-инка (Leptopogon amaurocephalus), ушастая аруна (Myiornis auricularis), белогорлый ширококлювый мухоед (Platyrinchus mystaceus) и золотоглазый славковый тиранчик (Phylloscartes oustaleti).
Однако даже из часто участвующих семейств не все виды присоединяются к смешанным стаям. Есть такие роды, как виреоны у которых некоторые виды не присоединяются к смешанным стаям, а другие (например, красноглазый виреон (Vireo olivaceus)) даже делают это на зимовках. Из трёх подвидовых групп миртовых лесных певунов (Setophaga coronata) только одна (Setophaga coronata auduboni) обычно это делает. И хотя важность некоторых Танагровых в инициировании и поддержании смешанных стай уже упоминалась, например, пышнохохлая танагра (Trichothraupis melanops) — это беспринципный кормилец, который появится, но будет держаться на расстоянии от любого беспокойства — будь то смешанная кормовая стая, муравьиная колонна или группа обезьян — и отхватит добычу, пытающуюся убежать.
Гусеницеедовые примечательны своим отсутствием в этих стаях, в то время как стрижи и ласточки редко присоединяются к ним, но будут, если есть, например, рой муравьев или термитов. Котинговые (котинги) — это в основном оппортунистические партнеры, которые редко присоединяются к стаям надолго, если они вообще это делают; то же самое справедливо для большинства Muscicapoidea (пересмешников и родственных видов), хотя некоторые дрозды могут участвовать в них чаще. И хотя большинство Титировых редко присоединяются к смешанным стаям, бекарды делают это регулярно. Топаколовые редко встречаются в смешанных стаях, хотя ожерелковый кустарниковый топаколо (Melanopareia torquata), сомнительно относящийся к этому семейству, может быть постоянным членом. Трупиаловые (граклы и родственные виды) также не слишком часто участвуют в этих сообществах, хотя чёрные кассики, такие как золотокрылый чёрный (Cacicus chrysopterus) или красноспинный чёрный кассик (Cacicus haemorrhous), присоединяются к смешанным стаям на несколько более регулярной основе. Кукушковые (кукушки и родственные виды) обычно отсутствуют в смешанных кормовых стаях, но некоторые — например, длиннохвостая кукушка (Piaya cayana) — встречаются нечасто.
Некоторые виды, по-видимому, предпочитают, когда присутствуют некоторые другие: сойки Cyanolyca любят собираться вместе с одноцветными кустарниковыми сойками (Aphelocoma unicolor), а изумрудные туканеты — это комплекс видов. Многие Трупиаловые ассоциируются только с родственными видами, но западный подвид желтоспинного цветного трупиала (Icterus chrysater) ассоциируется с сойками и тигровым кактусовым крапивником (Campylorhynchus zonatus).
Другие виды участвуют в разной степени в зависимости от местоположения или высоты — по-видимому, различный видовой состав смешанных стай в разных местах дает этим нерегулярным членам более или менее возможность добывать пищу. К таким видам относятся сероголовый пестрогрудый тиранчик (Mionectes rufiventris), или равнинная виреоновая муравьеловка (Dysithamnus mentalis) и карминная хабия (Habia rubica), которые часто встречаются в низинных стаях, но редко присоединяются к ним, по крайней мере, в некоторых более горных регионах.

## В тропиках Старого Света
Стаи в Старом Свете часто гораздо более слабо связаны друг с другом, чем в Неотропиках, многие из них являются лишь случайными ассоциациями, длящимися то время, которое стая основных видов проводит на территории спутников. Более стабильные стаи наблюдаются в тропической Азии и особенно на Шри-Ланке. Стаи там могут насчитывать несколько сотен птиц, проводящих вместе весь день, и наблюдатель в тропическом лесу может практически не увидеть птиц, за исключением случаев, когда встречает стаю. Например, когда стая приближается к заповеднику Синхараджа в Шри-Ланке, типичная дневная тишина джунглей нарушается шумными криками цейлонской дроздовой тимелии (Turdoides rufescens) и райского дронго (Dicrurus paradiseus), к которым присоединяются такие виды, как серолобая кустарница (Garrulax cinereifrons), кашмирская чёрно-рыжая мухоловка (Ficedula subrubra) и чернолобый поползень (Sitta frontalis).
Смешанная стая в Центральных Кордильерах Лусона на Филиппинах в основном состояла из полосатобрюхого сорокопутового личинкоеда (Coracina striata), кобальтовой ирены (Irena cyanogastra) и (Corvus violaceus). Лусонские птицы-носороги (Penelopides manillae) также были записаны как присутствующие. Поскольку вороны присоединяются только позже, а большие птицы-носороги, вероятно, являются лишь условно-полезными помощниками, а не основными видами, вполне вероятно, что эта стая была создана одним из бывших видов — вероятно, скорее смелыми и кричащими сорокопутовыми личинкоедами, чем более уходящими иренами, которые, как известно, ищут такие возможности для кормления.
Африканские тропические леса также содержат стаи смешанных видов, основные виды которых включают представителей семейств Бюльбюлевые и Нектарницевые, а спутники столь же разнообразны, как например малый ток (Tockus camurus) и фолидорнис (Pholidornis rushiae), самая маленькая птица Африки. Дронговые и Монарховые иногда описываются как стражи стаи, но они также известны тем, что крадут добычу у других членов стаи. Шипоклювковые — типичные основные представители Новой Гвинеи и Австралии; в Австралии также значимы расписные малюры. К основным видам присоединяются птицы других семейств, например длиннохвостые личинкоеды.